# Дункан, Кирсти
Кирсти Дункан (Данкан, англ. Kirsty Duncan; род. 31 октября 1966, Этобико) — канадский политический и государственный деятель. Член Либеральной партии Канады. Член палаты общин Канады от округа Этобико-Норт с 2008 года. Действующий заместитель лидера правительства в Палате общин с 2019 года. В прошлом — министр науки и спорта Канады (2018—2019), временно исполняющая обязанности министра по делам спорта и лиц с ограниченными возможностями Канады (2018), министр науки Канады (2015—2018).

## Биография
Родилась 31 октября 1966 года и выросла в Этобико в провинции Онтарио.
Имеет докторскую степень по географии Эдинбургского университета.
Работала ассоциированным профессором (доцентом) медицинских исследований в Торонтском университете в Скарборо (UTSC) и ассоциированным профессором географии в Уинсорском университете. Также работала в Межправительственной группе экспертов по изменению климата (IPCC), которая удостоена совместно Нобелевской премии мира 2007 года.
По результатам парламентских выборов 2008 года избрана членом палаты общин Канады от Либеральной партии Канады в округе Этобико-Норт.
4 ноября 2015 года назначена министром науки Канады в кабинете Джастина Трюдо. 25 января 2018 года по совместительству назначена временно исполняющей обязанности министра по делам спорта и лиц с ограниченными возможностями Канады после отставки Кента Хейра. 18 июля назначена министром науки и спорта Канады.
20 ноября 2019 года стала заместителем лидера правительства в Палате общин.